# Aleksandra Chekina
Aleksandra Chekina , née le 10 février 1993, est une coureuse cycliste russe. Elle a été cinq fois championne d'Europe sur piste dans les catégories junior et moins de 23 ans (espoirs).

## Palmarès sur piste

### Championnats du monde
- Moscou 2011
  -  Médaillée d'argent de la poursuite par équipes juniors

### Championnats d'Europe
Juniors et espoirs
- Saint-Petersbourg 2010
  -  Championne d'Europe de poursuite juniors
  -  Championne d'Europe de poursuite par équipes juniors
- Anadia 2011
  -  Championne d'Europe de poursuite juniors
  -  Médaillée d'argent de poursuite par équipes juniors
- Anadia 2012
  -  Médaillée de bronze de poursuite espoirs
- Anadia 2013
  -  Championne d'Europe de poursuite par équipes espoirs (avec Gulnaz Badykova, Svetlana Kashirina, Maria Mishina)
- Anadia 2014
  -  Championne d'Europe de poursuite par équipes espoirs (avec Alexandra Goncharova, Tamara Balabolina, Gulnaz Badykova)
  -  Médaillée de bronze de la course aux points espoirs
- Athènes 2015
  -  Médaillée de bronze de la poursuite par équipes espoirs

Élites
- Apeldoorn 2013
  -  Médaillée de bronze de poursuite par équipes
- Granges 2015
  -  Médaillée d'argent de poursuite par équipes

### Championnats nationaux
- Championne de Russie de poursuite par équipes en 2013 et 2017

## Palmarès sur route
- 2011
  - 10e du championnat du monde du contre-la-montre juniors